# 이마다테군

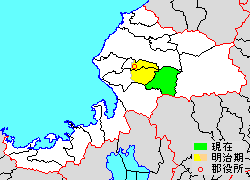
이마다테 군의 위치

이마다테군(일본어: 今立郡, いまだてぐん)은 일본 후쿠이현의 군이다.
인구 2,129명, 면적 343.69km², 인구밀도 6.19명/km².(2025년 3월 1일, 추계인구)
이하 1정으로 구성된다.
- 이케다정(池田町)

## 군역
1878년 행정 구역으로 발족 당시의 군역은 위의 1정 외에 아래의 구역에 해당한다.
- 사바에시의 대부분
- 에치젠시의 일부

## 역사

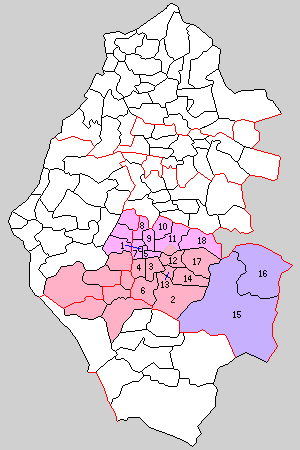
1.사바에정 2.아지마노촌 3.기타신조촌 4.구니타카촌 5.신요코에촌 6.기타히노촌 7.후나쓰촌 8.신메이촌 9.나카가와촌 10.가타카미촌 11.기타나카야마촌 12.미나미나카야마촌 13.아와타베촌 14.오카모토촌 15.가미이케다촌 16.시모이케다촌 17.후쿠마촌 18.가와다촌 (분홍:사바에시 빨강:에치젠시 보라:이케다정)

- 1889년 4월 1일 - 정촌제 시행으로, 以下の町村이 발족.(1정 17촌)
  - 사바에정(鯖江町).: 현 사바에시
  - 아지마노촌(味真野村): 현 에치젠시
  - 기타신조촌(北新庄村): 현 에치젠시
  - 구니타카촌(国高村): 현 에치젠시
  - 신요코에촌(新横江村): 현 사바에시
  - 기타히노촌(北日野村): 현 에치젠시
  - 후나쓰촌(舟津村): 현 사바에시
  - 신메이촌(神明村): 현 사바에시
  - 나카가와촌(中河村): 현 사바에시
  - 가타카미촌(片上村): 현 사바에시
  - 기타나카야마촌(北中山村): 현 사바에시
  - 미나미나카야마촌(南中山村): 현 에치젠시
  - 아와타베촌(粟田部村): 현 에치젠시
  - 오카모토촌(岡本村): 현 에치젠시
  - 가미이케다촌(上池田村): 현 이케다정
  - 시모이케다촌(下池田村): 현 이케다정
  - 후쿠마촌(服間村): 현 에치젠시
  - 가와다촌(河和田村): 현 사바에시
- 1926년 10월 1일 - 아와타베촌이 정제 시행으로 아와타베정(粟田部町)이 됨..(2정 16촌)
- 1947년 7월 1일 - 신메이촌이 정제 시행으로 신메이정(神明町)이 됨..(3정 15촌)
- 1948년 11월 3일 - 사바에정·신요코에촌·후나쓰촌이 합병하여, 새로이 사바에정이 발족.(3정 13촌)
- 1950년 7월 7일 - 구니타카촌이 다케후시(현 에치젠시)에 편입.(3정 12촌)
- 1954년 7월 5일(3정 10촌)
  - 기타히노촌 및 기타신조촌의 일부가 다케후시에 편입.
  - 기타신조촌의 일부가 아와타베정에 편입.
- 1955년)
  - 1월 15일 - 사바에정·신메이정·가타카미촌·나카가와촌이 뉴군 다치마치촌·요시카와촌·유타카촌과 합병하여 사바에시(鯖江市)가 발족, 군에서 이탈.(1정 8촌)
  - 3월 1일 - 가미이케다촌·시모이케다촌이 합병하여, 이케다촌(池田村)이 발족.(1정 7촌)
  - 3월 31일 - 아와타베정·미나미나카야마촌·후쿠마촌이 합병하여, 새로이 아와타베정이 발족.(1정 5촌)
  - 6월 10일 - 기타나카야마촌이 분리되어, 일부가 아와타베정, 잔여부가 사바에시에 편입.(1정 4촌)
- 1956년)
  - 9월 29일 - 아와타베정이 개칭하여 이마다테정(今立町)이 됨..
  - 9월 30일(1정 2촌)
    - 오카모토촌이 이마다테정에 편입.
    - 아지마노촌이 다케후시에 편입.
- 1957년 3월 31일 - 가와다촌이 사바에시에 편입.(1정 1촌)
- 1964년 9월 1일 - 이케다촌이 정제 시행으로 이케다정(池田町)이 됨..(2정)
- 2005년 10월 1일 - 이마다테정이 다케후시와 합병하여 에치젠시(越前市)가 발족, 군에서 이탈.(1정)